# Lijst van voetbalinterlands Finland - Koeweit
Deze lijst van voetbalinterlands is een overzicht van alle officiële voetbalwedstrijden tussen de nationale teams van Finland en Koeweit. De landen speelden tot op heden zes keer tegen elkaar. De eerste wedstrijd betrof een vriendschappelijk duel, gespeeld op 3 november 1988 in Koeweit. Het laatste duel, eveneens een vriendschappelijke wedstrijd, vond plaats op 12 maart 2005 in de Koeweitse hoofdstad.

## Wedstrijden
| № | Plaats  | Datum            | Competitie        | Wedstrijd         | Uitslag |
| - | ------- | ---------------- | ----------------- | ----------------- | ------- |
| 1 | Koeweit | 3 november 1988  | Vriendschappelijk | Koeweit – Finland | 0 – 0   |
| 2 | Koeweit | 6 november 1988  | Vriendschappelijk | Koeweit – Finland | 0 – 0   |
| 3 | Caïro   | 15 februari 1990 | Vriendschappelijk | Koeweit – Finland | 0 – 1   |
| 4 | Koeweit | 16 maart 1996    | Vriendschappelijk | Koeweit – Finland | 0 – 1   |
| 5 | Koeweit | 15 februari 2001 | Vriendschappelijk | Koeweit – Finland | 4 – 3   |
| 6 | Koeweit | 12 maart 2005    | Vriendschappelijk | Koeweit – Finland | 0 – 1   |

## Samenvatting
| Competitie        | Totaal gespeeld | Winst Finland | Gelijk | Winst Koeweit | Doelsaldo Finland – Koeweit |
| ----------------- | --------------- | ------------- | ------ | ------------- | --------------------------- |
| Vriendschappelijk | 6               | 3             | 2      | 1             | 6 − 4                       |
| Totaal            | 6               | 3             | 2      | 1             | 6 − 4                       |

Wedstrijden bepaald door strafschoppen worden, in lijn met de FIFA, als een gelijkspel gerekend.

## Details

### Eerste ontmoeting
| Vriendschappelijk (Koeweit-Stad, Koeweit, 3 november 1988):                |              | |
| Koeweit                                                                    | 0 – 0        | Finland |
|                                                                            | goals        | |
| George Armstrong                                                           | bondscoach   | Jukka Vakkila |
|                                                                            | opstellingen | Olavi Huttunen Ilkka Mäkelä Markku Kanerva Jari Europaeus Esa Pekonen 68' Juha Karvinen Kari Rissanen Jarmo Alatensiö 82' Kimmo Tarkkio 60' Jouko Vuorela Ismo Lius |
|                                                                            | wissels      | 60' Ari Tegelberg 68' Erkki Valla 82' Jyrki Huhtamäki |
| - Debuut van Juha Karvinen, Jyrki Huhtamäki en Ari Tegelberg voor Finland. |              | |

### Tweede ontmoeting
| Vriendschappelijk (Koeweit-Stad, Koeweit, 6 november 1988):            |              | |
| Koeweit                                                                | 0 – 0        | Finland |
|                                                                        | goals        | |
| George Armstrong                                                       | bondscoach   | Jukka Vakkila |
|                                                                        | opstellingen | Jari Poutiainen Ilkka Mäkelä Jari Europaeus Esa Pekonen Markku Kanerva 46' Sami Ylä-Jussila 70' Jyrki Huhtamäki 60' Jarmo Alatensiö Kari Rissanen 75' Ari Tegelberg Ismo Lius |
|                                                                        | wissels      | 46' Kimmo Tarkkio 60' Erkki Valla 70' Juha Karvinen 75' Jouko Vuorela |
| - Debuut van doelman Jari Poutiainen en Sami Ylä-Jussila voor Finland. |              | |

### Derde ontmoeting
| Vriendschappelijk (Caïro, Egypte, 15 februari 1990): |              | |
| Koeweit                                              | 0 – 1        | Finland |
|                                                      | goals        | 45' Mika Aaltonen |
|                                                      | bondscoach   | Jukka Vakkila |
|                                                      | opstellingen | Petri Jakonen Jouko Vuorela Jari Europaeus Erik Holmgren 46' Hannu Ollila 86' Mika Aaltonen 12' Jarmo Saastamoinen 64' Petri Tiainen Ilkka Mäkelä Mika Lipponen Ari Hjelm |
|                                                      | wissels      | 12' Jari Rinne 46' 77' Pasi Tauriainen 64' Niclas Grönholm 77' Jukka Turunen 86' Jyrki Huhtamäki                                                                          |

### Vijfde ontmoeting
| Vriendschappelijk (Koeweit-Stad, Koeweit, 15 februari 2001):                   |              | |
| Koeweit                                                                        | 4 – 3        | Finland |
| ?? Najami 8' Jasem Al-Huwaidi 42' Nohayer Al-Shammari 52' (pen.) ?? Najami 74' | goals        | 2' Mika Kottila 34' Tommi Grönlund 89' Aki Riihilahti |
| Milan Máčala                                                                   | bondscoach   | Antti Muurinen |
|                                                                                | opstellingen | Pasi Laaksonen Ville Nylund Marko Tuomela Jarmo Saastamoinen 64' Antti Heinola 71' Sami Mahlio Aki Riihilahti Tommi Grönlund 64' Jari Niemi Janne Saarinen Mika Kottila |
|                                                                                | wissels      | 64' Toni Huttunen 64' Ville Väisänen 71' Miika Koppinen |

### Zesde ontmoeting
| Vriendschappelijk (Koeweit-Stad, Koeweit, 12 maart 2005): |              | |
| Koeweit | 0 – 1        | Finland |
| | goals        | 16' Njazi Kuqi |
| Slobodan Pavković | bondscoach   | Antti Muurinen |
| | opstellingen | Mikko Kavén 82' Ari Nyman Toni Kuivasto Jukka Sauso 21' Jani Sarajärvi Mika Nurmela 89' Jari Ilola Jarkko Wiss 69' Henri Scheweleff 61' Mikko Hyyrynen 84' Njazi Kuqi |
| | wissels      | 21' Tuomo Könönen 61' Keijo Huusko 69' Niklas Tarvajärvi 82' Sampsa Timoska 84' Jarno Heinikangas 89' Fredrik Nordback                                                |
| | gele kaarten | ??' Mika Nurmela |
| - Debuut van Sampsa Timoska (MyPa), Pekka Sauso (Örgryte IS), Jani Sarajärvi (AC Allianssi), Niklas Tarvajärvi (MyPa), Mikko Hyyrynen (Turun PS) en Njazi Kuqi (Birmingham City) voor Finland. |              | |

Finse voetbalbond · A-internationals · Bondscoaches · Statistieken · Fins vrouwenelftal · Olympisch elftal · Finland U21 · Finland U20 · Finland U19 · Finland U18 · Finland U17 · Finland U16
1911 – 1919 ·
1920 – 1929 ·
1930 – 1939 ·
1940 – 1949 ·
1950 – 1959 ·
1960 – 1969 ·
1970 – 1979 ·
1980 – 1989 ·
1990 – 1999 ·
2000 – 2009 ·
2010 – 2019 ·
2020 − 2029
EK 2020
OS 1912 ·
OS 1936 ·
OS 1952 ·
OS 1980
1911 · 
1912 · 
1913 · 
1914 · 
1915 · 1916 · 1917 · 1918 · 
1919 · 
1920 · 
1921 · 
1922 · 
1923 · 
1924 · 
1925 · 
1926 · 
1927 · 
1928 · 
1929 · 
1930 · 
1931 · 
1932 · 
1933 · 
1934 · 
1935 · 
1936 · 
1937 · 
1938 · 
1939 · 
1940 · 
1941 · 
1942 · 
1943 · 
1944 · 
1945 · 
1946 · 
1947 · 
1948 · 
1949 · 
1950 · 
1952 · 
1952 · 
1953 · 
1954 · 
1955 · 
1956 · 
1957 · 
1958 · 
1959 · 
1960 · 
1961 · 
1962 · 
1963 · 
1964 · 
1965 · 
1966 · 
1967 · 
1968 · 
1969 · 
1970 · 
1971 · 
1972 · 
1973 · 
1974 · 
1975 · 
1976 · 
1977 · 
1978 · 
1979 · 
1980 · 
1981 · 
1982 · 
1983 · 
1984 · 
1985 · 
1986 · 
1987 · 
1988 · 
1989 · 
1990 · 
1991 · 
1992 · 
1993 · 
1994 · 
1995 · 
1996 · 
1997 · 
1998 · 
1999 · 
2000 · 
2001 · 
2002 · 
2003 · 
2004 · 
2005 · 
2006 · 
2007 · 
2008 · 
2009 · 
2010 · 
2011 · 
2012 · 
2013 · 
2014 · 
2015 · 
2016 · 
2017 · 
2018 ·
2019 ·
2020
Albanië ·
Algerije ·
Andorra ·
Armenië ·
Azerbeidzjan ·
Bahrein ·
Barbados ·
België ·
Bermuda ·
Bolivia ·
Bosnië en Herzegovina ·
Brazilië ·
Bulgarije ·
Canada ·
Chili ·
China ·
Colombia ·
Costa Rica ·
Cyprus ·
Denemarken ·
DDR ·
(West-)Duitsland ·
Ecuador ·
Egypte ·
Engeland ·
Estland ·
Faeröer ·
Frankrijk ·
Georgië ·
Griekenland ·
Honduras ·
Hongarije ·
Ierland ·
IJsland ·
India ·
Irak ·
Israël ·
Italië ·
Japan ·
Jemen ·
Joegoslavië ·
Jordanië ·
Kameroen ·
Kazachstan ·
Koeweit ·
Kosovo ·
Kroatië ·
Letland ·
Liechtenstein ·
Litouwen ·
Luxemburg ·
Maleisië ·
Malta ·
Marokko ·
Mexico ·
Moldavië ·
Montenegro ·
Nederland ·
Noord-Ierland ·
Noord-Korea ·
Noord-Macedonië ·
Noorwegen ·
Oekraïne · 
Oman ·
Oostenrijk ·
Peru ·
Polen ·
Portugal ·
Qatar ·
Roemenië ·
Rusland ·
San Marino ·
Saoedi-Arabië ·
Schotland ·
Servië ·
Servië en Montenegro ·
Singapore ·
Slovenië ·
Slowakije ·
Sovjet-Unie ·
Spanje ·
Thailand ·
Trinidad en Tobago ·
Tsjechië ·
Tsjecho-Slowakije ·
Tunesië ·
Turkije ·
Uruguay ·
Verenigde Arabische Emiraten ·
Verenigde Staten ·
Wales ·
Wit-Rusland ·
Zuid-Korea ·
Zweden ·
Zwitserland
België (2021) · 
Denemarken (2021) · 
Rusland (2021)
KFA · A-internationals · Bondscoaches · Statistieken · Koeweits vrouwenelftal · Koeweit U21 · Koeweit U20 · Koeweit U19 · Koeweit U18 · Koeweit U17
1960 – 1969 · 
1970 – 1979 · 
1980 – 1989 · 
1990 – 1999 · 
2000 – 2009 · 
2010 – 2019 ·
2020 − 2029
WK 1982
OS 1980 ·
OS 1992 ·
OS 2000
1961 · 
1962 · 
1963 · 
1964 · 
1965 · 
1966 · 
1967 · 
1968 · 
1969 · 
1970 · 
1971 · 
1972 · 
1973 · 
1974 · 
1975 · 
1976 · 
1977 · 
1978 · 
1979 · 
1980 · 
1981 · 
1982 · 
1983 · 
1984 · 
1985 · 
1986 · 
1987 · 
1988 · 
1989 · 
1990 · 
1991 · 
1992 · 
1993 · 
1994 · 
1995 · 
1996 · 
1997 · 
1998 · 
1999 · 
2000 · 
2001 · 
2002 · 
2003 · 
2004 · 
2005 · 
2006 · 
2007 · 
2008 · 
2009 · 
2010 · 
2011 · 
2012 · 
2013 ·
2014 ·
2015 ·
2016 ·
2017 ·
2018 ·
2019 ·
2020 ·
2021 ·
2022
Afghanistan ·
Algerije ·
Armenië ·
Australië ·
Azerbeidzjan ·
Bahrein ·
Bangladesh ·
Bhutan ·
Bosnië en Herzegovina ·
Bulgarije ·
Cambodja ·
China ·
Colombia · 
Cyprus ·
DDR ·
Duitsland ·
Ecuador ·
Egypte ·
Engeland ·
Filipijnen ·
Finland ·
Frankrijk ·
Hongarije · 
Hongkong ·
IJsland ·
India ·
Indonesië ·
Irak ·
Iran ·
Ivoorkust ·
Japan ·
Jemen ·
Jordanië ·
Kameroen ·
Kazachstan ·
Kenia ·
Kirgizië ·
Laos ·
Letland ·
Libanon ·
Libië ·
Litouwen ·
Macau ·
Maleisië ·
Mali ·
Malta ·
Marokko ·
Mongolië ·
Myanmar ·
Nepal ·
Nieuw-Zeeland ·
Noord-Korea ·
Noorwegen ·
Oeganda ·
Oezbekistan ·
Oman ·
Pakistan ·
Palestina ·
Polen ·
Portugal ·
Qatar ·
Saoedi-Arabië ·
Singapore ·
Slowakije ·
Soedan ·
Sovjet-Unie ·
Syrië ·
Tadzjikistan ·
Taiwan ·
Thailand ·
Trinidad en Tobago ·
Tsjechië ·
Tsjecho-Slowakije ·
Tunesië ·
Turkmenistan ·
Verenigde Arabische Emiraten ·
Verenigde Staten ·
Vietnam ·
Wales ·
Zambia ·
Zimbabwe ·
Zuid-Korea ·
Zuid-Vietnam
Engeland (1982) · 
Frankrijk (1982) · 
Tsjecho-Slowakije (1982)